# 第1空母航空団 (アメリカ海軍)
第1空母航空団（だい1くうぼこうくうだん、英: Carrier Air Wing One、略称：CVW-1）は、アメリカ海軍大西洋艦隊海軍航空軍隷下の空母航空団の一つ。地上基地はバージニア州オシアナ海軍航空基地、搭載航空母艦は「ハリー・S・トルーマン」。

## 概要
艦隊航空戦力として、空母打撃群の主兵力となっている。混成航空部隊であり、戦闘攻撃機および電子戦機、早期警戒機などで構成される。
テールコードはAB。

## 歴史
アメリカ海軍空母航空団の中で最も歴史の古い部隊であり、1938年に設立された。「レンジャー」を始めとした初期の空母に搭載され、第二次世界大戦ではヨーロッパ、太平洋両戦域に投入された。
ベトナム戦争には1966年から1967年にかけて「フランクリン・D・ルーズベルト」搭載で、1975年には「ジョン・F・ケネディ」搭載で参加した。
湾岸戦争にも「アメリカ」搭載で参加している。2003年からは「エンタープライズ」に搭載。2021年現在「ハリー・S・トルーマン」に搭載されている。

## 構成飛行隊
| 飛行隊名                                        | 愛称                                               | 使用機種       |
| ----------------------------------------------- | -------------------------------------------------- | -------------- |
| 第11戦闘攻撃飛行隊（VFA-11）                    | レッド・リッパーズ Red Rippers                     | F/A-18F Block2 |
| 第34戦闘攻撃飛行隊（VFA-34）                    | ブルー・ブラスターズ Blue Blasters                 | F/A-18E Block2 |
| 第81戦闘攻撃飛行隊（VFA-81）                    | サンライナーズ Sunliners                           | F/A-18E Block2 |
| 第211戦闘攻撃飛行隊（VFA-211）                  | ファイティング・チェックメイツ Fighting Checkmates | F/A-18F Block2 |
| 第137電子攻撃飛行隊（VAQ-137）                  | ルークス Rooks                                     | EA-18G         |
| 第126艦上空中早期警戒飛行隊（VAW-126）          | シーホークス Seahawks                              | E-2D           |
| 第11ヘリコプター海上戦闘飛行隊（HSC-11）        | ドラゴン・スレイヤーズ Dragon Slayers              | MH-60S         |
| 第72ヘリコプター海洋打撃飛行隊（HSM-72）        | プラウド・ウォリアーズ Proud Warriors              | MH-60R         |
| 第40艦隊兵站支援飛行隊第2分遣隊（VRC-40 Det.2） | ローハイズ Rawhides                                | C-2A           |

## 過去に所属していた部隊
| 飛行隊名                               | 愛称                           | 使用機種 |
| -------------------------------------- | ------------------------------ | -------- |
| 第86戦闘攻撃飛行隊（VFA-86）           | サイドワインダース Sidewinders | F/A-18E  |
| 第123艦上空中早期警戒飛行隊（VAW-123） | スクリュートップス Screwtops   | E-2C     |